# Ida Mitchell Eliot
Ida Mitchel Eliot (New Bedford, Massachusetts, 1839– New Bedford, 1923) fue una escritora, educadora, filósofa y entomóloga estadounidense que publicó uno de los primeros libros sobre orugas, Caterpillars and Their Moths (1902) con Caroline Soule.

## Trayectoria
Eliot nació en 1839 en New Bedford, Massachusetts, hija del congresista Thomas D. Eliot. Se graduó en la Escuela Normal de Salem (ahora Universidad Estatal de Salem) en Salem, Massachusetts. Después se mudó a St. Louis, Missouri, donde su tío, William Greenleaf Eliot, era un destacado ministro y filántropo. Tras la guerra de Secesión,  fundó una escuela para estudiantes afroamericanos libres en el sótano de una iglesia. Fue subdirectora de la Escuela Normal de St. Louis bajo la dirección de su amiga, Anna Brackett. Eliot y Brackett se asociaron con los hegelianos de San Luis, y publicaron varios ensayos filosóficos. En 1872, cuando Anna Brackett renunció como directora, Eliot se mudó con ella a Nueva York. Adoptaron dos hijas, Hope Davison, en 1873 y Bertha Lincoln, en 1875. En Nueva York, fundaron The Brackett School for Girls, y contrataron a maestras como Mary Mitchell Birchall, la primera mujer en recibir una licenciatura de una universidad de Nueva Inglaterra. Su hija, Hope, se graduó en dicha universidad. Regresó a New Bedford donde murió en 1923 y fue enterrada.

## Obras
- Poetry for Home and School (1876)
- Caterpillars and Their Moths (1902)